# Hawk Point
Hawk Point è un comune degli Stati Uniti d'America, situato nello Stato del Missouri, nella contea di Lincoln.